# Копачёв, Виталий Валентинович
Вита́лий Валенти́нович Копачёв (род. 15 февраля 1963, Северодонецк, Луганская область) — российский художник.

## Биография
В 1983 году Виталий Копачёв окончил Донецкое государственное художественное училище, в 1988 году — художественно-технологический факультет Московского технологического института. Член Московского Союза художников, Творческого Союза Художников России. С 16.03.1988 работал в должности художника в НИИ Художественной промышленности. 20.01.1989 г. принят на должность научного сотрудника в выставочный зал «Арбат» Киевского района г. Москвы (с 1992 г. — Московский выставочный зал «Галерея А3»). С июля 1989 г. по июль 2017 г. работал в должности директора данного выставочного зала (ГБУК г. Москвы «МВЗ „Галерея А3“»).

## Творчество и общественная деятельность
По утверждению персонального сайта художника, участвовал более чем в 100 выставках начиная с XVIII Выставки молодых художников в Манеже (1988 г.) — в том числе в групповой выставке «Восемь художников из Москвы» (нем. 8 Künstler aus MoskauKünstler aus Moskau; 1993 г., Штутгарт, Walter Bishoff Galerie, вместе с Валерием Айзенбергом, Валерием Кошляковым, Натальей Нестеровой, Евгением Гороховским, Сергеем Базилевым и др.), международном художественном проекте «Невозможные соединения» (нем. Unvereinbares Vereint; 3 июня — 8 июля 2007 г., Германия (в городах Ханн-Мюнден, Кассель, Гёттинген), выставках в Берне, Лодзи, Орхусе, Виборге и др. Прошла персональная выставка «Агарти» в государственной галерее «На Солянке» (Москва, 2003 г.). Участвовал в выставке «Непричастность» (Виталий Копачёв / Андрей Волков) в центре дизайна Artplay (Москва, апрель — май 2013 г.); издан каталог выставки. Также прошла персональная выставка в галерее «ЛЕГА» (Москва, 2015 г.). Принимал участие в выставке «Капа. Миниатюры 90-х». В 2016 г. прошла персональная выставка. Участвовал в выставке «Работы на бумаге» в Omelchenko Gallery (Москва, 2017 г.). Состоялись персональные выставки в Omelchenko Gallery (Москва): «Пульсация» (2018 г.), «Окрестности» (живопись).
Номинант Премии Кандинского (2007). «Хлебниковым живописи» назвал Копачёва писатель Юрий Кувалдин.
С 16 июля 1989 года по 3 июля 2017 года — директор Московского выставочного зала Галерея «А3».
Виталий Копачёв сформулировал свой визуальный язык достаточно рано — практически сразу же после профессионального появления «на публике». Ему удалось сделать его абсолютно узнаваемым, его образная система поддерживается и развивается на протяжении вот уже почти тридцати лет. События внутренней биографии художника не всегда является продолжением или прямым следствием внешних событий, но в случае с Копачёвым некоторую связь можно усмотреть. Рискну предположить, что его редкая внутренняя убежденность, даже «упертость» определенным образом связана с таким же многолетним, как и его творчество, руководством галереей А3. Начав свою работу с небывалых по смелости для своего (да уже и для нашего) времени проектов, Виталий сталкивался не просто с «веяниями», но скорее с ураганом стратегий, мнений, эго как прославленных, так и развивающихся авторов. В этой ситуации личная художественная система подвергается постоянным перегрузкам, проверке на прочность — возможно ли сочетать широту взглядов, приятие противоположных точек зрения в публичной деятельности и строгость выбора в личном творчестве? Пример Копачёва отвечает утвердительно, даже если принять это как исключение из правил. Однако отграничивание, концентрация и кристаллизация персонального художественного опыта подразумевает задачу следующего уровня сложности — это испытание самим собой; постоянный тест на способность к изменениям, на готовность рисковать самым лучшим и успешным. Впрочем, кажется, что Виталий видит в этом не столько вызов, сколько новые возможности. В проекте «Непричастность», который стал своего рода манифестом, он окончательно сформулировал свои основные приоритеты в искусстве, где понятие «независимости» является базовым. Собственно, в этом ключ, открывающий пространства Копачёва: для понимания его работ важно учитывать, что всё, что необходимо для их чувствования, считывания — находится внутри них. Их независимость — не в герметичности, а в целостности, наполненности. Для их восприятия не требуется привлечения дополнительных, внешних ассоциаций или вербального «руководства к просмотру» — их нужно видеть такими, как они есть, для этого они абсолютно открыты.
Андрей Волков

### Основные выставки
1988 г. — 18-я выставка молодых московских художников (Москва, Манеж)
— Осенняя выставка московских художников (Москва, Кузнецкий Мост, д. 11)
— Всесоюзная выставка молодых художников (Москва, Манеж)
1988—1989 гг. — Международная выставка молодых художников социалистических стран (Москва, Манеж)
1989 г. — выставка московских художников «Цвет-форма» (Москва, ул. Вавилова, выставочный зал МОСХ)
— первая выставка молодых художников «Вне жанра», Москва — Ленинград, (Москва, Дворец молодёжи)
1990 г. — республиканская выставка молодых художников «Молодость России» (Москва, ЦДХ); издан каталог выставки
— выставка московских художников «По ту сторону времени»: М. Шпиндлер, Е. Гороховский, В. Айзенберг, А. Лентовская, Т. Иванова, Е. Копачёва, Е. Горчакова, В. Безрядин, П. Разгуляев, В. Копачёв (Москва, государственная галерея «На Солянке»)
— 19-я выставка молодых московских художников (Москва, Кузнецкий Мост, д. 11)
1993 г. — выставка «Восемь художников из Москвы»: В. Айзенберг, С. Базилев, Е. Гороховский, Р. Гудиев, Е. Копачёва, В. Кошляков, Н. Нестерова, В. Копачёв (Германия, Штутгарт, Walter Bishoff Gallery)
1995 г. — Триеннале художественного текстиля (1995 г., Польша, г. Лодзь); диплом триеннале; издан каталог выставки
— Международный симпозиум художников (Дания, г. Виборг)
1991—1993—1996 г.г. — персональные выставки совместно с Е. Копачёвой (Швейцария, Atelier Worb, Берн)
1999 г. — выставка «Art-communication tour» ACT 99. Художники Австрии и России (Австрия, г. Линц — май, Москва — июль 1999 г.); издан каталог выставки
2003 г. — персональная выставка «Агарти», живопись, графика (Москва, государственная галерея «На Солянке»); издан каталог выставки
— международное биеннале Malta International (105 Countries) Art Biennale (Мальта, De Porres Cultural Centre)
2004 г. — выставка и аукцион «Деятели искусств-будущим поколениям»: Ирина Старженецкая, Андрей Гросицкий, Александр Волков, Евгений Гороховский, Наталья Ситникова, Рубен Апресян, Виталий Копачёв, Виктория Никонова, Татьяна Назаренко, Андрей Волков (Москва, посольство Королевства Нидерланды); издан каталог выставки
2005 г. — выставка московских художников «Картина № 1»: В. Умнов, Б. Марковников, К. Голицына, В. Копачёв, Вал. Волков, А. Панкин, Б. Левикова, С.и Т. Костриковы, Н. Наседкин, А. Гольдман, М. Кастальская, Ал. Волков, Н. Ситникова, Е. Гор, А. Гросицкий, В. Башлыков, Ан. Волков, Е. Гороховский, Л. Пелих, В. Опара, Е. Вахтангов, П. Караченцов (Москва, галерея «А3»); издан каталог выставки
2006 г. — сессии московских художников «Невозможные соединения» (Москва, Галерея «А3»); издан каталог выставки
2007 г. — выставки проекта «Невозможные соединения» в Германии: П. Караченцов, А. Волков, В. Копачёв, Е. Старкова, Давид Ру, В. Опара, Н. Гелинг, Э. Бушон, Т. Кострикова, М. Опара (Центральный выставочный зал Packhof, г. Ханн-Мюнден, галерея Alte Feuerwache, г. Гётинген, школа Waldau, г. Кассель, галерея Dreiklang, г. Ханн-Мюнден); издан каталог выставки
— выставка номинантов Премии Кандинского (Москва, ЦСИ «Винзавод»); издан каталог выставки
2008 г. — выставка 20 московских художников без названия (Москва, галерея «А3»); издан каталог выставки
— выставка картин: Игорь Снегур, Виталий Копачёв, Александр Трифонов (Москва, галерея «А3»)
2010 г. — выставка московских художников «Мир живописи и скульптуры» МСХ (Москва, ЦДХ)
— выставка «Демаркация» Виталий Копачёв, Сергей/Татьяна Костриковы (Москва, выставочный зал МСХ, Старосадский пер., д. 5)
2012 г. — выставка московских художников «Воздух сомнений» к 80-летию МСХ, (живопись, скульптура): Г. Тихомирова, И. Покладова, В. Щербина-Сибирский, О. Филиппов, В. Копачёв, Г. Красношлыков, О. Карелиц (Москва, Кузнецкий Мост, д. 20)
2013 г. — выставка «Непричастность» Виталий Копачёв / Андрей Волков (Москва, центр дизайна Artplay); издан каталог выставки
2015 г. — выставка «Контрапост» А. Волков / В. Копачёв (г. Кострома, муниципальная художественная галерея)
— выставка московских художников «За живое» (Москва, Omelchenko Gallery); издан каталог выставки
— персональная выставка «Миниатюры 90-х» (Москва, галерея «Лега»)
2016 г. — персональная выставка «Капа. Работы на бумаге» (Москва,Omelchenko Gallery); издан каталог выставки
2017 г. — персональная выставка «Пульсация» (Москва, Omelchenko Gallery)
2018 г. — персональная выставка «Я вспоминаю» (Москва, галерея «А3»)
— персональная выставка «Окрестности» (Москва, Omelchenko Gallery); издан каталог выставки
— персональная выставка «Капаграфика» (Москва, Выставочный зал Московского союза художников, ул. Кузнецкий Мост, д. 20); издан каталог выставки
— персональная выставка «КАПАRT. Картины Виталия Копачёва» (Москва, Центральный дом художника)
2019 г. — персональная выставка «Обманчивое видение» (Москва,Omelchenko Gallery)
— межрегиональная передвижная выставка «Живописная Россия» (организаторы: РАХ, ТСХР, МСХ); издан каталог выставки
— выставка «Жёлтый звук» к 85-летию А.Шнитке (Москва, Музей-заповедник «Царицыно»); издан каталог выставки
2020 г. — выставка «Фокус», В. Копачёв / А. Волков (совместная выставка, Москва, Кузнецкий Мост, д. 20, выставочный зал МСХ)
— благотворительный арт-аукцион (Москва, Bidspirit, 14 июня 2020 года)
2021 г. — персональная выставка в СДМ-Банке (Москва, Волоколамское шоссе, д. 73)
— персональная выставка «Непричастность» («Галерея XXI века» ОВЗ Москвы, Кременчугская ул., д. 22)
2022 г.- выставка «Без границ. Художники Донбасса», в рамках фестиваля «Таврида. Арт»(Крым)
— Выставка московских художников абстракционистов «8 1/2» (Москва,Армянский музей «ТАПАН»,Олимпийский проспект,9);издан каталог
2023 г.- выставка живописи «АРТВИЗИТ,Москва-Петербург» (Санкт-Петербург, IFA, Невский проспект, 60)
— персональная выставка «Метафорические абстракции» (Москва, Omelchenko Gallery)
— выставка московских художников абстракционистов «Второе поколение» (Калуга, Калужский музей изобразительных искусств); издан каталог
2024 г.-выставка "Авангард.Пути второго поколения" (  Галерея Беляево, ОВЗ Москвы ),издан каталог
--- персональная выставка работ Виталия Копачева "Кападейство" Levanova Collection ( Москва, ул. Серафимовича д.2 ) издан каталог
--- выставка работ московских художников Levanova Collection "Квартирале Декуплет"( Москва,ул. Серафимовича д.2) издан каталог
2025 г.--персональная выставка картин Виталия Копачева "Этапы причастности" Levanova Collection (Москва,ул.Серафимовича д.2) издан каталог
- Видео картин и выставок Виталия Копачёва (Москва): https://www.youtube.com/user/1963kapa
- 2007 г., Москва: http://www.kandinsky-prize.ru/vitalij-kopachev/

## Награды
- медаль «В память 850-летия Москвы»,
- Почётная грамота Комитета по культуре Москвы"За активное участие в подготовке и празднованию 850-летия основания Москвы"07.09.1997 г.
- Диплом «За активное участие в подготовке и проведении празднования 200-летия А. С. Пушкина»(Комитет по культуре Москвы, июль 1999 г.)
- Почётная грамота Комитета по культуре Правительства Москвы «За достижения в культурно-просветительной и выставочной деятельности»2003 г.
- медаль «В память святых равноопостольных Мефодия и Кирилла» (МФСПиК — Международный Фонд славянской письменности и культуры).
- медаль Московского союза художников «За заслуги в изобразительном искусстве».
- ветеран труда (удостоверение РФ, серия Т-III № 275878 от 17.09.2014 г.)